# The Matrix: Music from the Motion Picture
| Оценки критиков | Оценки критиков |
| Источник        | Оценка          |
| --------------- | --------------- |
| AllMusic        | [ 1 ]           |

The Matrix: Music from the Motion Picture — оригинальный саундтрек к художественному фильму «Матрица» (1999).

## Список композиций
| #   | Исполнитель              | Композиция               | Продолжительность |
| 1.  | Мэрилин Мэнсон           | Rock Is Dead             | 03:11             |
| 2.  | Propellerheads           | Spybreak! (Short One)    | 04:00             |
| 3.  | Ministry                 | Bad Blood                | 04:59             |
| 4.  | Роб Д                    | Clubbed to Death         | 07:26             |
| 5.  | Meat Beat Manifesto      | Prime Audio Soup         | 06:17             |
| 6.  | Lunatic Calm             | Leave You Far Behind     | 03:13             |
| 7.  | The Prodigy              | Mindfields               | 05:40             |
| 8.  | Роб Зомби                | Dragula                  | 04:36             |
| 9.  | Deftones                 | My Own Summer (Shove It) | 03:34             |
| 10. | Hive (продюсер)          | Ultrasonic Sound         | 04:54             |
| 11. | Monster Magnet           | Look to Your Orb         | 04:42             |
| 12. | Rammstein                | Du hast                  | 03:54             |
| 13. | Rage Against the Machine | Wake Up                  | 06:03             |

## Не вошедшие в саундтрек композиции
В фильме также звучат произведения Дюка Эллингтона («I'm Beginning To See The Light»), Джанго Рейнхардта («Minor Swing») и Massive Attack («Dissolved Girl»), которые не вошли в саундтрек.
Композиция-ремикс группы Lunatic Calm под названием «Leave You Far Behind (Lunatics Rollercoaster Mix)» звучит в фильме, но в альбом-саундтрек включена её оригинальная версия.
Музыка из трейлера к фильму является отрывком из альбомной версии композиции «The Eyes of Truth» (07:12) музыкального проекта Enigma. Отрывок звучит на четвёртой минуте композиции.

## Появление композиций в фильме
- «Dissolved Girl» — звучит из наушников Нео в начале фильма.
- «Dragula (Hot Rod Herman Remix)» и «Mindfields» — звучат в ночном клубе, когда Нео знакомится с Тринити.
- «I’m Beginning to See The Light» и «Minor Swing» — когда Нео приходит к Оракулу.
- «Leave You Far Behind (Lunatic Rollercoaster Mix)» — поединок Нео с Морфеусом.
- «Clubbed to Death» — когда Нео с Морфеусом находятся в программе с женщиной в красном.
- «Prime Audio Soup» — когда команда Навуходоносора первый раз заходит в матрицу.
- «Spybreak!» — перестрелка в холле.
- «Wake Up» — концовка и заключительные титры.
- «Rock is Dead» — играет в титрах после песни RaTM.

Песни «Bad Blood», «My Own Summer (Shove It)», «Du Hast», «Lock to you Orb», и «Ultrasonic Sound» были включены в официальный саундтрек, но не прозвучали в фильме.